# Campeonato de Australia 1947
Lista de los campeones del Abierto de Australia de 1947:

## Individual masculino
Dinny Pails (AUS) d. John Bromwich (AUS),  4–6, 6–4, 3–6, 7–5, 8–6

## Individual femenino
Nancye Wynne Bolton (AUS) d. Nell Hall Hopman (AUS), 6–3, 6–2

## Dobles masculino
John Bromwich/Adrian Quist (AUS)

## Dobles femenino
Thelma Coyne Long (AUS)/Nancye Wynne Bolton  (AUS)

## Dobles mixto
Nancye Wynne Bolton (AUS)/Colin Long (AUS)
| Predecesor: 1946                                       | Abierto de Australia 1947 | Sucesor: 1948                         |
| Predecesor: Campeonato nacional de Estados Unidos 1946 | Grand Slam 1947           | Sucesor: Torneo de Roland Garros 1947 |

- Datos: Q2715083